# Parc provincial Peter Lougheed
Le Parc provincial Peter Lougheed est l'un des 108 parcs provinciaux de l'Alberta, au Canada. Il est situé au sud-est du parc national de Banff dans le district d'amélioration de Kananaskis. Le parc a été nommé en l'honneur de Peter Lougheed, ancien premier ministre de l'Alberta.